# Umar Nurmagomedov
Umar Nurmagomedov (Kiziliurt, Daguestán, Rusia; 3 de enero de 1996) es un artista marcial mixto ruso que actualmente compite en la división de peso gallo de Ultimate Fighting Championship. Es el hermano mayor del Campeón Mundial de Peso Ligero de Bellator MMA Usman Nurmagomedov y primo del ex-Campeón Mundial de Peso Ligero de la UFC Khabib Nurmagomédov y del peleador de UFC Abubakar Nurmagomedov. A los 19 años se convirtió en campeón mundial de sambo de combate bajo la organización WCSF. Actualmente está en la posición #2 del ranking de peso gallo de UFC.

## Primeros años
Umar ació en Kiziliurt, Daguestán, Rusia el 1 de marzo de 1996.
De niño, viviendo en su pueblo natal, con su hermano Usman Nurmagomedov, comenzó a asistir a la sección de lucha libre, pero después de ciertas interrupciones en el trabajo de los entrenadores, dejó esta ocupación. Entonces comenzó a dedicarse obstinadamente al boxeo tailandés.
Tras mudarse a Makhachkala, empezó a entrenar con su tío, el entrenador de honor de Rusia Abdulmanap Nurmagomedov, en el campamento de Eagles MMA.

## Carrera de artes marciales mixtas

### Carrera temprana
Debutó en Moscú como parte de Fight Nights Global 57 el 16 de diciembre de 2016 contra Rishat Kharisov. Ganó el combate por sumisión en el segundo asalto. En su segundo combate, luchó contra Ulukbek Amanbaev en Fight Star: Battle on Sura 6 el 5 de enero de 2017, ganando por sumisión en el primer asalto. Volvió a Fight Nights Global para sus siguientes 4 combates; derrotó a Alym Isabaev en Fight Nights Global 62 por TKO en el segundo asalto, a Valisher Rakhmonov por sumisión en el segundo asalto en Fight Nights Global 71, a Nauruz Dzamikhov por decisión unánime en Fight Nights Global 76 y finalmente a Shyudi Yamauchi por decisión unánime en Fight Nights Global 83. Pasando a la Federación de MMA de Samara (ahora conocida como Eagle FC), el 11 de mayo de 2018 ganó el Campeonato de Peso Gallo de FMMAS contra Fatkhidin Sobirov en Samara en el Battle on Volga 4, ganando el título y el combate por decisión unánime.
El 30 de agosto de 2018 luchó en PFL 7 contra el futuro luchador de la UFC Saidyokub Kakhramonov, ganando el combate por decisión unánime.
Volviendo a Samara MMA Federation, defendió su título en Battle on the Volga 10 el 14 de abril de 2019, donde derrotó al brasileño Wagner Lima por decisión unánime. Con su título una vez más en juego (con la Federación de MMA de Samara cambiando su nombre a Gorilla Fighting Championship), derrotó a Taras Gryckiv en GFC 14 el 13 de julio de 2019 por sumisión en el primer asalto.
Hizo su regreso a la PFL, compitiendo en PFL 6 el 8 de agosto de 2019, donde derrotó a Sidemar Honorio por decisión unánime.
El 23 de noviembre de 2019, en la capital de Uzbekistán, Taskent, defendió su título ante el púgil argentino Brian González, derrotando a su oponente por sumisión en el primer asalto.

### Ultimate Fighting Championship

#### 2020
Nurmagomedov estaba programado para enfrentar a Hunter Azure el 18 de abril de 2020, en UFC 249. Sin embargo, el evento fue aplazado.
Nurmagomedov estaba programado para enfrentar a Nathaniel Wood el 26 de julio de 2020 en UFC on ESPN 14. Sin embargo, Nurmagomedov se retiró de la pelea debido al fallecimiento de su tío Abdulmanap Nurmagomedov.

#### 2021
Nurmagomedov inicialmente estaba programado para enfrentar a Sergey Morozov el 24 de octubre de 2020 en UFC 254, pero se retiró debido a una enfermedad. El par fue reprogramado para el 24 de enero de 2021, en UFC 257 . Sin embargo, la pelea volvió a ser reprogramado por segunda vez el 20 de enero de 2021, en UFC on ESPN 20. Ganó la pelea por sumisión en el segundo asalto. Esta victoria lo hizo merecedor de su primer premio de Actuación de la Noche.

#### 2022
Nurmagomedov enfrentó a Brian Kelleher el 5 de marzo de 2022, en UFC 272. Ganó la pelea por sumisión en el primer asalto.
Nurmagomedov estaba programado para enfrentar a Jack Shore el 19 de marzo de 2022, en UFC Fight Night 204. Sin embargo, Nurmagomedov se retiró de la pelea por razones desconocidas y fue reemplazado por Timur Valiev.
Nurmagomedov enfrentó a Nate Maness el 25 de junio de 2022, en UFC on ESPN 38. Ganó la pelea por decisión unánime.

#### 2023
Nurmagomedov enfrentó a Raoni Barcelos el 14 de enero de 2023, en UFC Fight Night 217. Ganó la pelea por KO en el primer asalto. Esta victoria lo hizo merecedor de su segundo premio de Actuación de la Noche.
Nurmagomedov estaba programado para enfrentar a Cory Sandhagen el 5 de agosto de 2023, en UFC on ESPN 50. Sin embargo, Nurmagomedov se retiró de la pelea a mediados de julio por una lesión de hombro, y fue reemplazado por Rob Font.

#### 2024
Nurmagomedov enfrentó al debutante Bekzat Almakhan el 2 de marzo de 2024, en UFC Fight Night 238. Ganó la pelea por decisión unánime.
Nurmagomedov enfrentó a Cory Sandhagen en una eliminatoria por el título de peso gallo el 3 de agosto de 2024, en UFC on ABC 7 . Ganó la pelea por decisión unánime.
Durante el evento UFC 311, Umar fue vencido por Merab Dvalishvili, quien en una reñida pelea demostró porque es el campeón.

## Campeonatos y logros
- Eagle Fighting Championship (Entonces la Federación de MMA de Samara)
  - Campeonato de Peso Gallo de la GF (una vez) 
    - Tres defensas exitosas del título
- Ultimate Fighting Championship
  - Actuación de la Noche (Dos veces) vs. Sergey Morozov y Raoni Barcelos[38] [31]
- Combat Sambo Championship
  -  Campeonato de la Copa Mundial 62kg (2015)[6][5]

## Récord en artes marciales mixtas
| Récord profesional | Récord profesional | Récord profesional |
| 19 peleas          | 18 victorias       | 1 derrotas         |
| ------------------ | ------------------ | ------------------ |
| Nocaut             | 2                  | 0                  |
| Sumisión           | 7                  | 0                  |
| Decisión           | 9                  | 1                  |

| Resultado | Récord | Oponente              | Método                      | Evento                                       | Fecha                   | Ronda | Tiempo | Localización                | Notas                                                      |
| --------- | ------ | --------------------- | --------------------------- | -------------------------------------------- | ----------------------- | ----- | ------ | --------------------------- | ---------------------------------------------------------- |
| Derrota   | 18–1   | Merab Dvalishvili     | Decisión (unánime)          | UFC 311                                      | 18 de enero de 2025     | 5     | 5:00   | Inglewood, California       | Por el Campeonato de Peso Gallo de UFC. Pelea de la noche. |
| Victoria  | 18–0   | Cory Sandhagen        | Decisión (unánime)          | UFC on ABC: Sandhagen vs. Nurmagomedov       | 3 de agosto de 2024     | 5     | 5:00   | Abu Dhabi                   | Eliminatoria titular                                       |
| Victoria  | 17–0   | Bekzat Almakhan       | Decisión (unánime)          | UFC Fight Night: Rozenstruik vs. Gaziev      | 2 de marzo de 2024      | 3     | 5:00   | Las Vegas, Nevada           |                                                            |
| Victoria  | 16–0   | Raoni Barcelos        | KO (puñetazo)               | UFC Fight Night: Strickland vs. Imavov       | 14 de enero de 2023     | 1     | 4:40   | Las Vegas, Nevada           | Actuación de la Noche.                                     |
| Victoria  | 15–0   | Nate Maness           | Decisión (unánime)          | UFC on ESPN: Tsarukyan vs. Gamrot            | 25 de junio de 2022     | 3     | 5:00   | Las Vegas, Nevada           | Regreso a peso gallo.                                      |
| Victoria  | 14–0   | Brian Kelleher        | Sumisión (rear-naked choke) | UFC 272                                      | 5 de marzo de 2022      | 1     | 3:15   | Las Vegas, Nevada           | Debut en peso pluma.                                       |
| Victoria  | 13–0   | Sergey Morozov        | Sumisión (rear-naked choke) | UFC on ESPN: Chiesa vs. Magny                | 20 de enero de 2021     | 2     | 3:39   | Abu Dhabi                   | Actuación de la Noche.                                     |
| Victoria  | 12–0   | Braian Gonzalez       | Sumisión (rear-naked choke) | GFC 20                                       | 23 de noviembre de 2019 | 1     | 4:34   | Taskent                     | Defendió el Campeonato de Peso Gallo de GF.                |
| Victoria  | 11–0   | Sidemar Honorio       | Decisión (unánime)          | PFL 6                                        | 8 de agosto de 2019     | 3     | 5:00   | Atlantic City, Nueva Jersey |                                                            |
| Victoria  | 10–0   | Taras Gryckiv         | Sumisión (rear-naked choke) | GFC 14                                       | 23 de julio de 2019     | 1     | 2:46   | Kaspisk                     | Defendió el Campeonato de Peso Gallo de GF.                |
| Victoria  | 9–0    | Wagner Lima           | Decisión (unánime)          | Samara MMA Federation: Battle on Volga 10    | 14 de abril de 2019     | 3     | 5:00   | Toliatti                    | Defendió el Campeonato de Peso Gallo de FMMAS.             |
| Victoria  | 8–0    | Saidyokub Kakhramonov | Decisión (unánime)          | PFL 7                                        | 30 de agosto de 2018    | 3     | 5:00   | Atlantic City, Nueva Jersey | Pelea en peso pactado (140 lbs).                           |
| Victoria  | 7–0    | Fatkhidin Sobirov     | Decisión (unánime )         | Samara MMA Federation: Battle on the Volga 4 | 11 de mayo de 2018      | 3     | 5:00   | Samara                      | Ganó el Campeonato Inaugural de Peso Gallo de FMMAS.       |
| Victoria  | 6–0    | Shyudi Yamauchi       | Decisión (unánime)          | Fight Nights Global 83                       | 22 de febrero de 2018   | 3     | 5:00   | Moscú                       |                                                            |
| Victoria  | 5–0    | Nauruz Dzamikhov      | Decisión (unánime)          | Fight Nights Global 76                       | 8 de octubre de 2017    | 3     | 5:00   | Krasnodar                   |                                                            |
| Victoria  | 4–0    | Valisher Rakhmonov    | Sumisión (rear-naked choke) | Fight Nights Global 71                       | 29 de julio de 2017     | 2     | 4:45   | Moscú                       |                                                            |
| Victoria  | 3–0    | Alym Isabaev          | TKO (golpes)                | Fight Nights Global 62                       | 31 de marzo de 2017     | 2     | 3:32   | Moscú                       |                                                            |
| Victoria  | 2–0    | Ulukbek Amanbaev      | Sumisión (rear-naked choke) | Fight Stars: Battle on Sura 6                | 5 de enero de 2017      | 1     | 4:12   | Penza                       |                                                            |
| Victoria  | 1–0    | Rishat Kharisov       | Sumisión (guillotine choke) | Fight Nights Global 57                       | 16 de diciembre de 2016 | 2     | 3:28   | Moscú                       |                                                            |